# تشارلز تشونغ (سياسي)
تشارلز تشونغ هو سياسي سنغافوري، ولد في 24 يونيو 1953. نشط حزبياً في حزب العمل الشعبي. وقد انتخب عضو مجلس الشعب السنغافوري ‏ عن دائرة Pasir Ris–Punggol Group Representation Constituency ‏ وقد انضم خلال فترته النيابية ‏ للكتلة البرلمانية حزب العمل الشعبي وانتخب عضو مجلس الشعب السنغافوري ‏ عن دائرة Joo Chiat Single Member Constituency ‏ وقد انضم خلال فترته النيابية ‏ للكتلة البرلمانية حزب العمل الشعبي وانتخب عضو مجلس الشعب السنغافوري ‏ عن دائرة Punggol East Single Member Constituency ‏ وقد انضم خلال فترته النيابية ‏ للكتلة البرلمانية حزب العمل الشعبي.